# Ольха серая
Ольха́ се́рая, или ольха бе́лая, или ело́ха (лат. Álnus incána) — древесное растение, вид рода Ольха (Alnus) семейства Берёзовые (Betulaceae).
Латинский видовой эпитет лат. incana означает «седоватая».

## Описание
Дерево высотой до 20 м или кустарник с узкояйцевидной кроной и стволом диаметром до 50 см. Ствол редко прямой и цилиндрический, часто с продольными впадинами и горбами. Одна из наиболее быстрорастущих пород. До 10—15 лет растёт быстро, после чего прирост замедляется. Доживает до (40—50) 50—60, изредка до 100 лет.
Корневая система поверхностная, располагающаяся в основном в верхнем почвенном слое (10—20 см). На корнях содержатся клубеньковые наросты, содержащие микроорганизмы, способные усваивать азот из воздуха. Образует многочисленные корневые отпрыски и пнёвую поросль.
|  |
|  |
|  |
|  |
|  |

Кора светло-серая, всегда гладкая и не образует наружного корковатого слоя. Побеги сначала зеленоватые, позднее бурые или черновато-серые, не клейкие, но покрытые серым пушком или войлоком и светлыми чечевичками.

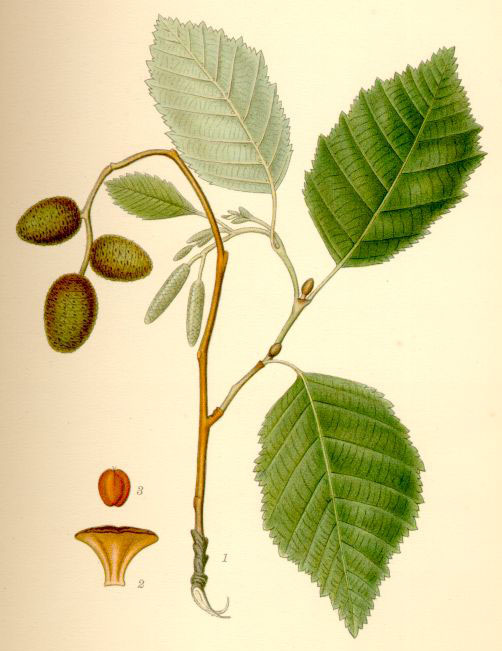
Ольха серая.

Почки стебельчатые, яйцевидные или яйцевидно-шаровидные, на вершине слегка притуплённые, пушистые. Листья расположены в три ряда, очерёдные, овальные, овально-ланцетные или яйцевидно-округлые, реже эллиптические, длиной 4(4,5)—10 см, шириной 3,5—7 см, острые или остроконечные, реже притуплённые, с округлым или слабо сердцевидным основанием, остро-двоякопильчатые, молодые густо-пушистые, не липкие, взрослые сверху почти голые, снизу серо-зелёные, без бородок в углах нервов, на мягко волосистых или войлочных черешках длиной 1—2(3) см. Молодые листья не клейкие.
Тычиночные серёжки вершинные, собраны по три—пять вместе, сидячие или на коротких пушистых ножках, содержат при каждой чешуйке по три цветка с четырьмя тычинками с раздвоенными пыльниками. Пестичные цветки собраны по восемь—десять пучками на общем цветоносе, то под мужскими серёжками, то на вершинах ветвей, эллиптические, чёрно-бурые, длиной около 1,5 см, диаметром 7—8 см, содержат при каждой чешуйке по два цветка; пестик с двумя нитевидными пурпуровыми рыльцами, выступающими из-за чешуй. Цветёт в марте — апреле, до появления листьев, на одну — две недели раньше, чем ольха клейкая.
Плоды — обратнояйцевидные орешки с узкими, перепончатыми крыльями, 10 мм длиной и 7—8 мм шириной, созревающие в шишках, вдвое легче, чем у ольхи клейкой. Плоды созревают осенью, осыпаются и разносятся ветром. В 1 кг 1 430 000 орешков; вес 1000 орешков — 0,5—0,9 г.
Плодоношение ежегодно, обильное. Семенные экземпляры начинают плодоносить с восьми — десяти лет; порослевые с пяти — семи лет.
Число хромосом 2n = 28.

## Распространение
В природе ареал вида охватывает практически всю территорию Европы, Малую Азию, Закавказье, Западную Сибирь и Северную Америку. Северная граница ареала начинается в Швеции, проходит через Кольский полуостров, через весь север европейской части России и через всю Сибирь до Камчатки. Растёт в Сербии, Северной Италии и во Франции. Больше всего её на севере и северо-востоке европейской части России.
Растёт на равнинах в лесной и, реже, лесостепной и лесотундровой зоне. Образует так называемые сероольшатники — кустарниковые и мелколесные заросли на заболоченных опушках, болотах, у берегов рек, на лесосеках, пожарищах и заброшенных пашнях. Встречается вдоль ручьев и рек вместе с ивами и чёрной ольхой. Чистых насаждений не образует, вопрос о первичности или вторичности сероольшатников по балкам, оврагам и окраинам болот остаётся нерешённым. Благодаря обильному плодоношению, лёгкости распространения семян и хорошей их всхожести быстро заселяет вырубки, гари, заброшенные пашни, образуя временные ассоцияации, постепенно сменяющимися первичными фитоценозами. Чаще всего сероольшатники образуются на месте еловых и мелколиственных лесов, обратная смена ольхи елью происходит в течение 50—60 лет. Выпас скота и вырубка леса в таких зарослях способствует более быстрому вегетативному размножению ольхи и более длительному существованию её ассоциаций. На Кавказе поднимается до 2000 м над уровнем моря, встречаясь единично или группами в среднем и верхнем горном поясах, на заброшенных пашнях и лесных полянах.
Наиболее распространёнными типами сероольшатников являются кисличный и снытевый на свежих дерново-подзолистых, сильно- или средне-оподзоленных почвах. Они возникают на месте ельников кисличных или сероольшатников черничных. В кисличных и снытевых сероольшатниках происходит интенсивное восстановление ели и быстрая смена их ельниками. По берегам рек, ручьёв, в оврагах, увлажнённых понижениях на перегнойно-глеевых, суглинистых и глинистых почвах, на небольших участках возникают таволговые и крупнопапоротниковые сероольшатники. Они возникают на месте хвойных, широколиственно-еловых и широколиственно-елово-черноольховых лесов и способны к длительному существованию. На песчаных и слабо увлажнённых почвах сероольшатники возникают редко и быстро сменяются сосной и елью. Такие сероольшатники возникают на гарях и вырубках сосняков брусничных. Ещё реже возникают осоковые сероольшатники на переувлажнённых почвах. Они недолговечны и имеют примесь берёзы, ивы. На небогатых свежих почвах водоразделов на месте ельников черничных возникают очень кратковременные сероольшатники черничные, сменяющиеся черноольшатниками кисличными и вейниковыми. Сероольшатники злаковые возникают на месте заброшенных пашен. Они неустойчивы и сменяются ельниками.
В Сибири, Забайкалье и Приамурье сосуществует рядом с близким видом ольхой пушистой (Alnus hirsuta (Spach) Rupr.) и замещается ей.

## Экология
К почвам менее требовательна, чем чёрная ольха, хотя на бедных сухих песчаных почвах встречается редко; заболачивание переносит лучше, чем чёрная ольха. Предпочитает известковую, влажную почву и свободное стояние, хотя часто растёт и в густых посадках. Зимостойка. Теневыносливее, чем осина и берёза повислая, но предпочитает хорошо освещённые местообитания. Растение может осушить влажную почву особенно после проливного дождя.
Ольха серая образует много семян, но прорастает только их небольшая часть. Более эффективно вегетативное размножение обильными корневыми отпрысками. Растёт быстро. Живёт 50—70, редко 150 лет.
Азотфиксирующие бактерии растущие на корнях ольхи серой оказывают влияние на урожайность и состав растущих рядом с ней растений. Серая ольха благоприятно влияет на рост произрастающих рядом с ней хвойных деревьев. После 15—20 летней предварительной культуры ольхи прекрасно развиваются сосна, ель и лиственница.
| Растение и дата взятия образца                       | Место сбора                    | От абсолютно сухого вещества в % | От абсолютно сухого вещества в % | От абсолютно сухого вещества в % | От абсолютно сухого вещества в % |
| Растение и дата взятия образца                       | Место сбора                    | Зола                             | Фосфор                           | Кальций                          | Азот                             |
| ---------------------------------------------------- | ------------------------------ | -------------------------------- | -------------------------------- | -------------------------------- | -------------------------------- |
| Вейник наземный (Calamagrostis epigejos). 20 августа | под ольхой                     | 5,90                             | 0,114                            | 0,475                            | 1,77                             |
| Вейник наземный (Calamagrostis epigejos). 20 августа | под берёзой                    | 7,57                             | 0,127                            | 0,454                            | 1,60                             |
| Хвощ лесной (Equisetum sylvaticum). 19 августа       | под ольхой                     | 15,53                            | 0,129                            | 1,633                            | 1,92                             |
| Хвощ лесной (Equisetum sylvaticum). 19 августа       | под берёзой                    | 15,43                            | 0,176                            | 1,090                            | 1,51                             |
| Луговик дернистый (Deschampsia cespitosa). 8 августа | под ольхой                     | 8,20                             | 0,14                             | 0,475                            | 2,56                             |
| Луговик дернистый (Deschampsia cespitosa). 8 августа | под елово-осиновым насаждением | 9,36                             | 0,25                             | 0,326                            | 1,86                             |

## Химический состав
В листьях содержится 62—161 мг на 100 г аскорбиновой кислоты, её количество снижается от мая к июлю, а зачет опять увеличивается к октябрю. По другим источникам аскорбиновой кислоты содержится 32—305 м % и 102—674 мг%.
Свежие осенние листья содержали 216 мг каротина на 1 кг корма (491 мг на 1 кг абсолютно сухого вещества). Содержание протеина в листьях собранных в июне 20,9 %.
В шишках ольхи серой содержатся алкалоиды, дубильные вещества, фенолкарбоновые кислоты, флавоноиды, жирное масло, тритерпеноиды, алифатические спирты, стероиды. Кора содержит тритерпеноиды, дубильные вещества. Листья ольхи содержат провитамин А (каротин), витамин С, фенолкарбоновые кислоты, дубильные вещества, антоцианы.

## Значение и применение
Ольха серая в лесомелиоративных насаждениях используется на севере лесостепи для закрепления берегов рек, склонов и оврагов.
Древесина плотная, мягкая, отличается от древесины ольхи чёрной (Alnus glutinosa) более красным цветом; используется для производства столярных и токарных изделий, а также на подводные постройки. Древесина ольхи серой имеет ряд полезных свойств, важных в строительстве. Она практически не поглощает пары, содержащиеся в воздухе, и жидкости, попадающие на её поверхность. Древесина не трескается и не усыхает под воздействием жара или резкого охлаждения. Масло, содержащееся в древесине, источает приятный древесный аромат. В лучших древостоях запас древесины достигает 250 м³/га.
Дрова из ольхи серой горят хорошо, но уголь не удерживает жару. Ольховые дрова использовались русскими крестьянами для выжигания сажи из печных труб, особенно после использования берёзовых дров. Дрова ценятся для производства рисовального (чертёжного) угля и угля, идущего на изготовление пороха. Ольховая стружка считается лучшей для упаковки фруктов.
Ольха серая весной даёт пчёлам много пыльцы, которой укрыты молодые листочки и побеги. Пчеловоды рекомендуют подкармливать пчёл пыльцой ольхи ещё до её цветения. Для этого срезают веточки, кладут в тёплом помещении в сито, застелённое бумагой. Как только пыльники откроются, сито осторожно встряхивают, и пыльца высыпается на бумагу. Её смешивают с мёдом и сахарным сиропом и дают пчёлам.
Листья идут на корм козам и овцам. Крупным рогатым скотом поедается плохо. Хорошо поедается кроликами. Поедается бобрами, местами поедается лосями. Сережки, почки и молодые побеги хороший корм для тетерева (Lyrurus tetrix). Северным оленем (Rangifer tarandus) не поедается.
Препараты коры и шишек ольхи серой оказывают вяжущее, противовоспалительное, кровоостанавливающее действие, а свежие листья являются потогонным средством. Препараты шишек ольхи применяются при лечении острых и хронических воспалений тонких (энтероколитах) и толстых (колитах) кишек.
В официальной медицине препараты из ольхи серой применяют как вяжущее и кровоостанавливающее средство, особенно при заболеваниях желудочно-кишечного тракта, острых и хронических энтеритах и колитах. Отмечено благотворное действие отваров коры, шишек и листьев ольхи при суставном ревматизме, простудных заболеваниях и поносах у детей.
Отвары коры обладают противомикробным действием и снижают риск проявления аллергии, применяются при ревматическом полиартрите и в случае простудных заболеваний.

## Болезни и вредители

### Патогенные грибы
На ольхе серой паразитируют несколько видов аскомицетов рода Тафрина (Taphrina). Taphrina alni поражает женские серёжки, вызывает листовидные разрастания их чешуек; Taphrina epiphylla вызывает появление «ведьминых мётел», пятнистость и сморщивание листьев.

## Классификация

### Таксономия[19]
Alnus incana   (L.) Moench, 1794, Methodus : 424
Вид Ольха серая относится к роду Ольха (Alnus) семейства Берёзовые (Betulaceae) порядка Букоцветные (Fagales). Кладограмма в соответствии с Системой APG IV по состоянию на июнь 2023 года:
|  |                                      |  |                                   |                                   |                     |  | ещё 6 семейств | ещё 6 семейств |             |  |                         |  | еще 46 подтвержденных видов и 39 таксонов, ожидающих подтверждения | еще 46 подтвержденных видов и 39 таксонов, ожидающих подтверждения |  |
|  |                                      |  |                                   |                                   |                     |  | ещё 6 семейств | ещё 6 семейств |             |  |                         |  | еще 46 подтвержденных видов и 39 таксонов, ожидающих подтверждения | еще 46 подтвержденных видов и 39 таксонов, ожидающих подтверждения |  |
|  |                                      |  |                                   | порядок Букоцветные               |                     |  |                |                | род Ольха   |  |                         |  |                                                                    |                                                                    |  |
|  |                                      |  |                                   | порядок Букоцветные               |                     |  |                |                | род Ольха   |  | 4 внутривидовых таксона |  |                                                                    |                                                                    |  |
|  | отдел Цветковые, или Покрытосеменные |  |                                   |                                   | семейство Берёзовые |  |                |                | Ольха серая |  |                         |  |                                                                    |                                                                    |  |
|  | отдел Цветковые, или Покрытосеменные |  |                                   |                                   |                     |  |                |                |             |  |                         |  |                                                                    |                                                                    |  |
|  |                                      |  | ещё 63 порядка цветковых растений | ещё 63 порядка цветковых растений |                     |  |                | ещё 5 родов    | ещё 5 родов |  |                         |  |                                                                    |                                                                    |  |
|  |                                      |  |                                   | ещё 63 порядка цветковых растений |                     |  |                |                | ещё 5 родов |  |                         |  |                                                                    |                                                                    |  |

### Внутривидовые таксоны
- Alnus incana subsp. incana
- Alnus incana subsp. kolaensis (N.I.Orlova) Á.Löve & D.Löve
- Alnus incana subsp. rugosa (Du Roi) R.T.Clausen
- Alnus incana subsp. tenuifolia (Nutt.) Breitung

### Синонимы
- Alnus glutinosa var. incana  (L.)  Pers
- Alnus incana f. acuminata  (Regel)  Regel
- Alnus incana f. acutiloba  Callier
- Alnus incana f. argyrophylla  Callier
- Alnus incana f. blyttiana  Callier
- Alnus incana f. brachyphylla  Callier
- Alnus incana f. cordifolia  Callier
- Alnus incana f. crataegifolia  Callier
- Alnus incana f. dubia  Callier
- Alnus incana f. flavescens  Callier
- Alnus incana f. microcarpa  Callier
- Alnus incana f. microconus  Callier
- Alnus incana f. microphylla  Callier
- Alnus incana f. monstrosa  Dippel
- Alnus incana f. oxyloba  Callier
- Alnus incana f. pallida  Dippel
- Alnus incana f. pendula  C.K.Schneid.
- Alnus incana f. pinnata  (Lundmark)  H.J.P.Winkl.
- Alnus incana f. pinnatisecta  Callier
- Alnus incana f. subargentata  Callier
- Alnus incana f. subcordata  Callier
- Alnus incana f. subcordifolia  Callier
- Alnus incana f. subsericea  Callier
- Alnus incana var. acuminata  (Regel)  Regel
- Alnus incana var. alpestris  Brügger
- Alnus incana var. angulata  (Aiton)  Willd.
- Alnus incana var. arcuata  Skarman
- Alnus incana var. argentea  Norrl. ex  Gürke
- Alnus incana var. argentea  Norrl.
- Alnus incana var. bipinnatifida  (Brenner)  Tzvelev
- Alnus incana var. borealis  Norrl.
- Alnus incana var. bornmuelleri  Callier
- Alnus incana var. confusa  Brenner
- Alnus incana var. glabra  Blytt
- Alnus incana var. glaucophylla  Callier
- Alnus incana var. hypochlora  Callier
- Alnus incana var. intermedia  (Schrad. ex  Regel)  Nyman
- Alnus incana var. leptophylla  Callier
- Alnus incana var. microconus  Neumann
- Alnus incana var. microjula  Grütter
- Alnus incana var. oblongifrons  Callier
- Alnus incana var. obtusifolia  Callier
- Alnus incana var. orbicularis  Callier
- Alnus incana var. ovalifolia  Durand &  Pittier
- Alnus incana var. ovalis  Callier
- Alnus incana var. ovata  Regel
- Alnus incana var. parvifolia  Regel
- Alnus incana var. pendula  (C.K.Schneid.) Bean
- Alnus incana var. pinnata  (Lundmark)  Willd.
- Alnus incana var. pinnatifida  Regel
- Alnus incana var. pseudospuria  Callier
- Alnus incana var. sericea  Christ
- Alnus incana var. subrotunda  Callier
- Alnus incana var. tomentosa  Blytt
- Alnus languinosa  Gilib.
- Betula alnus var. incana  L.
- Betula incana  L.f.
- Betula incana var. angulata  Aiton
- Betula incana var. minor  Tourr.

### Статьи
- Работнов Т. А., Меднис Я. А. Ольха как азотсобиратель // Природа : журнал. — 1936. — № 6. — С. 94—99.
- Работнов Т. А. О влиянии ольхи серой на урожайность травянистых растений // Природа : журнал. — 1939. — № 6. — С. 72—73.
- Работнов Т. А. О влиянии ольхи серой на почву и травянистую растительность // Природа : журнал. — 1938. — № 3. — С. 94—98.